# Vibratosax
Vibratosax ist die Produktbezeichnung der aus Kunststoff gefertigten Saxophone des thailändischen Herstellers Vibrato.
Vibrato Co., Ltd. ist aufgrund eines weltweit gültigen Patents der einzige Hersteller von Saxophonen, deren Teile überwiegend aus im Spritzgussverfahren verarbeitetem Kunststoff bestehen. Derzeit ist lediglich die Bauform „Alt“ erhältlich, Tenor und Sopran (gebogene Bauform) sind entwickelt und angekündigt.

## Historische Referenz – das „Grafton Acrylic Saxophone“
Zwischen 1950 und 1968 war das Grafton-Saxophon, ein Altsaxophon mit einem Korpus aus Kunststoff erhältlich, welches sehr gute musikalische Eigenschaften hatte und so u. a. von einigen der größten Legenden des Jazz – Charlie Parker und Ornette Coleman – gespielt wurde.
Das Saxophon hatte aber neben einem hohen Gewicht den Nachteil, dass das verwendete, crèmeweiß eingefärbte Acrylglas, welches im Niedrigdruck-Gussverfahren in Form gebracht wurde, sehr spröde war, so dass der Korpus vor allem am Knie leicht irreparabel beschädigt wurde. Das hohe Gewicht des Instruments resultierte vor allem aus der Mechanik, die verhältnismäßig konventionell aus Metall hergestellt wurde. Der Hersteller musste nach wenigen Jahren wegen – im Verhältnis zum relativ geringen Verkaufspreis – hoher Produktionskosten und geringer Marktakzeptanz aufgeben.
Aufgrund der in rund 50 Jahren gemachten Fortschritte hinsichtlich der Kunststoff-Qualitäten und Fertigungstechniken (Stichwort: thermoplastisches Spritzgussverfahren), entschied sich der in Bangkok lebende Geschäftsmann und leidenschaftliche Saxophonist Piyapat Thanyakij 2009 das Konzept des Kunststoff-Saxophons, mit seinen Vorzügen ggü. einem Metall-Saxophon – u. a. geringes Gewicht, Robustheit (unter Verwendung moderner Kunststoffe), gleichbleibend präzise Reproduktion der Korpusteile –, in Form des Vibratosax wiederzubeleben.

## Bauweise des Vibrato Alt-Saxophons
Die Vibrato-Instrumente erreichen aufgrund der konsequenten Verwendung von Kunststoff (neben dem Korpus, auch in der Mechanik) ein äußerst geringes Gewicht, welches z. B. bei den A1-Modellen mit ca. 850 g nur etwa ein Drittel des Gewichts konventioneller Alt-Saxophone beträgt, die in der Regel deutlich über 2 kg wiegen.
Die Saxophone sind außerdem mechanischen Beschädigungen und Korrosion gegenüber sehr unempfindlich, was u. a. eindrucksvoll in einem Video demonstriert wurde, in dem der hawaiianische Saxophonist Reggie Palida während des Wellenreitens ein Vibratosax A1S über, im und „unter“ Wasser spielt.
Der Korpus besteht aus zahlreichen verklebten Teilen. Das gerade Hauptrohr ist 6-fach quer geteilt, das Knie, der Schallbecher und der S-Bogen jeweils längs. Die Mechanik besteht aus kleineren Kunststoffteilen, die auf Aluminiumstangen mit sechseckigem Querschnitt montiert sind. Die einzelnen Klappen werden mit Schrauben am Korpus gesichert und durch Schraubenfedern gespannt. Die Polster bestehen aus Silikon und werden ohne Klebstoff mit der Mechanik verbunden.
Das einzige größere Metallteil ist ein Messingrohr am Ende des S-Bogens, das mit einem Schaumstoff anstelle von Kork das Mundstück aufnimmt. Das Saxophon kann mit jedem Mundstück für Altsaxophon gespielt werden. Zusätzlich wird das Instrument mit einem eigenen Mundstück ausgeliefert, das wie der Korpus weiß ist. Der S-Bogen ist gegen den Korpus mit einem O-Ring abgedichtet und weist eine ungewöhnlich kleine, untenliegende Mechanik auf.

## Modelle und Serien
| Tonlage | Modell/Serie | Gewicht    | Markteinführung | Produktionsstatus | Anmerkung |
| ------- | ------------ | ---------- | --------------- | ----------------- | --- |
| Alt     | 0A1SIII      | 850 g0     | Juli 20150      | in Produktion     | |
| Alt     | 0A1SII       | 850 g0     | 201?0           | eingestellt       | Bis dato nicht in den Handel gelangt.                                                                                        |
| Alt     | 0A1SG        | 850 g0     | 201?0           | eingestellt       | Auf 25 Stück begrenzte Auflage aus Polycarbonat mit Glasbeimischung für höhere Körpusdichte und somit reduzierte Schwingung. |
| Alt     | 0A1S         | 850 g0     | 201?0           | eingestellt       | |
| Alt     | 0A1          | 850 g0     | 20100           | eingestellt       | |
| Sopran  | 0S1          | unbekannt0 | erwartet: 202?0 | in Vorbereitung   | |
| Tenor   | 0T1          | 1.980 g0   | 2018            | in Produktion     | |

Die erste Auflage wurde in zwei Modellen angeboten, die sich im verwendeten Korpusmaterial unterschieden, was optisch durch unterschiedliche Farben der Klappenpolster erkennbar gemacht wurde. Das A1 (graue Polster) war etwas günstiger und hatte einen leicht „dunkleren und wärmeren“ Ton als das Modell A1S, das durch orange Polster erkennbar war.
Der beim A1 verwendete Kunststoff war ein „Blend“ (also eine Mischung) aus ABS (eher weich, gut zu verarbeiten, sehr gute Oberflächenqualität) und Polycarbonat (eher hart und formstabil, tendenziell schwieriger zu verarbeiten, kann glasklar hergestellt werden). Für das A1S Modell wurde ein „reines“ Polycarbonat verwendet (technische Kunststoffe werden grundsätzlich mit kleineren Mengen von Additiven zur Verbesserung ihrer Eigenschaften versehen, sind also niemals völlig „rein“).
Interessant ist der Zusammenhang zwischen den mechanischen Eigenschaften des Korpusmaterials und dem subjektiv wahrgenommenen Klang (siehe Abschnitt „Klang und Spielgefühl“). Was besser klingt, ist nicht eine Frage des Preises, sondern des Geschmacks, und so haben sich vor allem professionelle Saxophonisten, die sich für das A1 interessiert haben, oft für das „billigere“ Instrument entschieden, weil der Unterschied zu „normalen“ Instrumenten größer sei. Auch wird dem billigeren Instrument eine klangliche Nähe zu „Vintage“-Instrumenten bescheinigt.
Die frühesten im Umlauf befindlichen Instrumente sind dadurch zu erkennen, dass nicht alle Federn Schraubenfedern sind, sondern teilweise noch Nadelfedern verwendet wurden.
Es wurden einzelne Sonderserien in Stückzahlen zu je 100 hergestellt und zu deutlich höheren Preisen verkauft, die in höheren Produktionskosten begründet sind. So sind die Materialeinkaufspreise von technischen Kunststoffen stark von der abgenommenen Menge abhängig, und gerade in kleinen Mengen sehr hoch. Beispiele für Sonderserien sind die „The Nude“-Variante mit transparentem Korpus und „The Piano“ mit vollständig weißer Beklappung auf schwarzem Korpus.

## Kritik
Die erste Serie wurde in zwei Punkten kritisiert. Zunächst einmal war die Mechanik noch nicht ausgereift. Der Federdruck und die Klappenaufgänge waren nicht einheitlich und insgesamt war das Greifgefühl relativ undefiniert, weil die Polster und die Klappenmechanik nicht so steif wie konventionelle Klappen sind. Dieser Punkt wurde durch zahlreiche kleinere Modifikationen bis zum heutigen Stand kontinuierlich (also schon während der ersten Serie) verbessert.
Der zweite Kritikpunkt war die nicht einwandfreie Intonation, für die bei einem Saxophon die Ursache nicht immer leicht zu finden ist. Es stellte sich heraus, dass das Werkzeug für das Knie leicht fehlerhaft war, was mit dem bloßen Auge nicht erkennbar gewesen war. Der Neubau dieses Werkzeugs hat die Serie A1/A1S beendet und die Serie A1SII begründet.
Die Serie A1SII wurde auch produziert, wenn auch ausschließlich aus Polycarbonat/Makrolon. Kurioserweise ist diese Serie bis heute nicht in den Handel gelangt, weil sie von der Serie A1SIII quasi überholt wurde.
Der Anlass für den erneuten Modellwechsel war die Identifikation eines neuen Korpusmaterials. Das neue Material ist nicht näher spezifiziert, ist aber weicher als Polycarbonat und stammt, anders als zuvor, nicht von Covestro/Bayer. Der Unterschied ist weniger im Klang als im Spielgefühl zu bemerken; die Intonation ist in allen Tonlagen sicherer, die Dynamik ist größer, die Tonbildung einfacher. Die Serie A1SIII ist seit Sommer 2015 im Handel. Laut Aussage von Vibrato soll der Bestand der Serie A1SII in naher Zukunft als Sonderserie abverkauft werden.

## Klang und Spielgefühl
Der Klang des Vibrato Saxophons ist im Wesentlichen vom Klang konventioneller Saxophone nicht zu unterscheiden. Das ist auch theoretisch zu erwarten, da anders als z. B. bei Saiteninstrumenten der Korpus nicht durch Eigenschwingung an der primären Klangbildung beteiligt ist, sondern lediglich die Form (und damit den Klang) der schwingenden Luftsäule bestimmt. Allerdings wird der Saxophonkorpus selbst indirekt durch die Luftsäule zu (im Wesentlichen ungewollten) Schwingungen angeregt, die aber akustisch kaum bzw. nur nah am Instrument (also z. B. durch den Spieler selbst) wahrnehmbar sind, vergleichbar dem Phänomen, dass man die eigene Stimme „im Kopf“ anders wahrnimmt, als wenn man sie von einer Aufzeichnung hört.
Für die Person, die selbst spielt, ist aber das Spielgefühl unmittelbarer als der tatsächliche Klang und subjektiv kaum vom Klang des Instruments abzugrenzen. Hier wirken sich die mechanischen Schwingungseigenschaften des Instruments sehr wohl aus, die insbesondere das Einschwingen der einzelnen Töne mehr oder weniger behindern und damit als „Ansprache“ und „Tonstabilität“ nur vom erfahrenen Spieler differenziert wahrgenommen werden. Im Ergebnis beeinflussen Korpusmaterial, Materialdicke, die Masse der Mechanik und die Art und Weise, wie diese mit dem Korpus verbunden ist, ob man sich auf dem Instrument wohlfühlt, und das wird sich dann auch auf den Klang auswirken, der dabei erzeugt wird.
Aufgrund der geringen Steifigkeit und hohen Dämpfung von Kunststoff im Vergleich zu konventionellen Messing- und Bronze-Legierungen, sowie der höheren Wandstärke des Vibratos, schwingt der Vibrato-Korpus selbst weniger mit. Infolge dieser Zusammenhänge klingt das Vibrato für den Spieler selbst je nach Raumverhältnissen etwas weniger stark „brillant“; der Zuhörer kann jedoch keine Unterschiede feststellen, wie zahlreiche Tests belegen. Wie oben angemerkt, spielt sich das A1SIII zumindest für den Autor deutlich angenehmer als die Vorgänger und sogar angenehmer als viele hochpreisige konventionelle Saxophone.